# 牧村健一郎
牧村 健一郎（まきむら けんいちろう、1951年 - ）は、日本のジャーナリスト。

## 来歴
神奈川県大船生まれ。早稲田大学政経学部卒業後、朝日新聞入社。校閲部、文芸部、AERA編集部、文化くらし報道部be編集部などを経て退職、以後は夏目漱石の研究者として活動。

## 単書
- 新聞記者 夏目漱石、平凡社新書 2005.6
- 獅子文六の二つの昭和、朝日選書 2009.4
  - 評伝 獅子文六－二つの昭和、ちくま文庫 2019.12
- 旅する漱石先生、小学館 2011.9
- 日中をひらいた男 高碕達之助、朝日選書 2013.12
- 漱石と鉄道、朝日選書 2020.4

## 編集・共著
- ジャーナリスト漱石 発言集 朝日文庫 2007.11
- 新聞と戦争 朝日新聞出版 2008.6
- 新聞と戦争 朝日文庫（上下） 2011.7

## 連載
- 漱石右往左往 『はなまるげんき』（小学館）2008年1月号-2009年3月号